# Cheiracanthium turiae
Cheiracanthium turiae är en spindelart som beskrevs av Embrik Strand 1917. Cheiracanthium turiae ingår i släktet Cheiracanthium och familjen sporrspindlar. Inga underarter finns listade i Catalogue of Life.